# Faringotremas

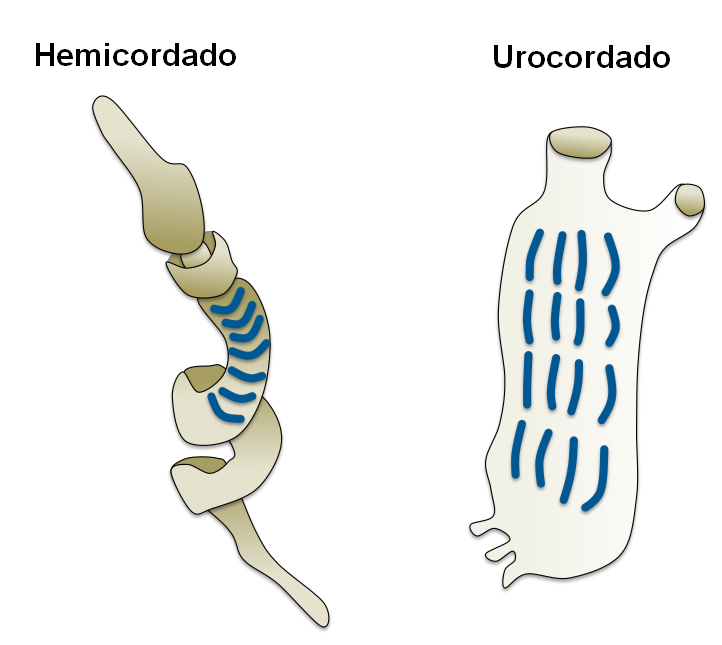
Faringotremas en las agallas de un hemicordado (izquierda) y un urocordado (derecha)

Los faringotremas son órganos de alimentación por filtración que se encuentran en cordados no vertebrados (cefalocordados y urocordados), y hemicordados que viven en ambientes acuáticos. Son segmentos repetidos ubicados en la faringe del animal, teniendo algunas especies de hemicordados hasta 200. Los faringotremas están temporalmente presente en las etapas embriónicas de desarrollo de los tetrápodos. La presencia de hendiduras similares a farigotremas en el cuello de los embriones humanos llevó a Ernst Haeckel a postular la Teoría de la Recapitulación; que, aunque falsa, contenía elementos de verdad en ella, tal como fue explorado por Stephen Jay Gould en Ontogenia y Filogenia. Sin embargo, es aceptado en la actualidad que los faringotremas son homólogos con las bolsas faríngeas y no con las hendiduras del cuello.

## Arcos faríngeos en vertebrados
En los vertebrados los arcos faríngeos derivan de las tres capas germinales. Las células de la cresta neural entran en estos arcos donde contribuyen con características craniofaciales, como hueso y cartílago. Sin embargo, la existencia de estructuras faríngeas previas a la evolución de las células de la cresta neural es indicada por la existencia de mecanismos del desarrollo del arco neural independientes de estas. El primero arco faríngeo, más anterior, da origen a la mandíbula oral. El segundo da lugar Hioides. En los peces el resto de arcos posteriores contribuyen al esqueleto branquial, que da soporte a las branquias; en los tetrápodos los arcos anteriores dan lugar a componentes de los oídos, amígdalas y el timo. La base genética del desarrollo de los arcos está bien caracterizada. Se ha comprobado que los genes HOX y otros relacionados con el desarrollo embrionario, como los DLX son importantes para el desarrollo de los patrones anterior/posterior y dorsal/ventral de los arcos faríngeos. De forma interesante, algunos peces tienen sus mandíbulas en su garganta, conocidas como mandíbulas faríngeas, que se desarrollan usando los mismos caminos genéticos involucrados en la formación de las mandíbulas orales.

## Evolución

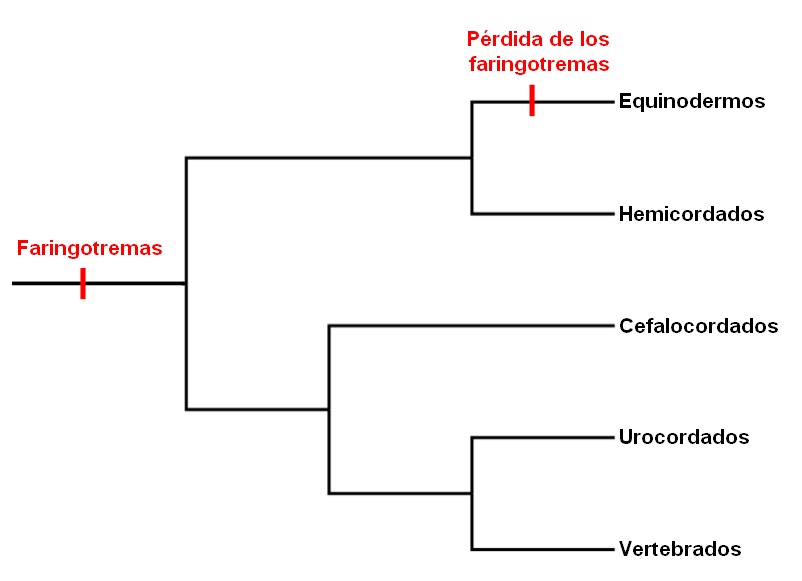
Esquema que indica cómo pudieron haberse originado los faringotremas. Se cree que los estos desaparecieron con posterioridad en los equinodermos.

La presencia de faringotremas en hemicordados llevó a debates sobre si éstas eran homólogas a las hendiduras encontradas en los cordados, o eran el resultado de evolución convergente.  Con el posicionamiento de los hemicordados y equinodermos como grupos hermanos de los cordados han surgido hipótesis que sugieren que los faringotremasse encontraban presentes sus antepasados deuteróstomos.  Extrañamene algunos taxones extintos de equinodermos no poseen estructuras faríngeas, aunque la evidencia fósil revela que los antepasados de os equinodermos poseían estructuras similares a las agallas.
En análisis genético y comparativo del desarrollo de estas estructuras faríngeas entre los hemicordados y urocordados han revelado datos importantes sobre la evolución del plan corporal del deuteróstomo.  La biología molecular comparativa ha revelado que los genes PAX1/9 (que codifican los factores de trascripción) son expresados en patrones similares entre hemicordados y urocordados; En los vertebrados Pax 1 y Pax 9 son expresados en las bolsas faríngeas y son importantes en el desarrollo del timo. De manera interesante, la aplicación de un exceso de ácido retinoico en vertebrados resulta en anormalidades faríngeas, y en el cefalocordado Branchiostoma lanceolatum resulta en la ausencia de faringotremas, sugiriendo que el ácido retinoico actúa con el mismo mecanismoen ambos. Estos estudios indican que los faringotremas encontrados en hemicordados y cordados son homólogos desde un punto de vista molecular.